# 헌릉 나들목
헌릉 나들목(Heolleung IC)은 서울특별시 강남구 세곡동과 서초구 내곡동에 걸쳐 설치된 용인서울고속도로의 7번 교차로이다. 용인서울고속도로의 종점은 헌릉 나들목에서 서울방향으로 0.62 km 떨어진 지점에 위치해 있다. 헌릉로를 통해 서울 시내 (강남구, 서초구 일대)로 진출할 수 있다.

## 연혁
- 2006년 2월 17일 : 나들목 신설을 위해 서울특별시 도시계획시설 교통광장에 성남시 수정구 고등동 일원을 헌릉 나들목으로 고시[1]
- 2009년 7월 1일 : 용인서울고속도로 개통과 함께 통행 개시[2]

## 구조물 정보
- 위치: 서울특별시 강남구 세곡동, 서초구 내곡동

## 접속하는 도로
- 서울특별시도 제41호선 (헌릉로)
- 간접 연결 : 서울특별시도 제51호선 (언주로, 내곡 나들목 이용)